# レオナルド・ブルーニ
レオナルド・ブルーニ（Leonardo Bruni、1370年頃 - 1444年3月9日）は、イタリアのヒューマニスト、政治家、歴史家。

## 経歴
1370年頃にフィレンツェ共和国トスカーナのアレッツォで生まれた。
コルッチ・サルターティのもとで学問を学ぶ。政治家として活躍して高位公職を歴任、1410年にフィレンツェ共和国の書記局長(Cancelliere,Chancellor)に任じられ、辞職後、再び1427年から1444年まで長年務めた。フィレンツェ共和国のフィレンツェで没。
ローマ帝国の政治家キケロの伝記やフィレンツェ史を著した。ペトラルカやダンテの伝記を担当して著作を書いた。さらにプロコピオスの歴史書やアリストテレスといった数多くの古代ギリシア哲学の文献をラテン語に訳した。

## 著作
- Vita Ciceronis o Cicero
- Historiarum Florentini populi libri XII